# Южнокитайский малый скворец
Южнокитайский малый скворец (лат. Sturnia sinensis) — вид птиц семейства скворцовых (Sturnidae). Гнездится в южном Китае и северном Вьетнаме; зимует в Юго-Восточной Азии.

## Таксономия
Впервые вид был научно описан в 1788 году немецким натуралистом Иоганном Фридрихом Гмелиным в его переработанном и дополненном издании «Systema Naturae» Карла Линнея. Он поместил его вместе с иволгами в род Oriolus и придумал биномиальное название Oriolus sinensis. Видовое название sinensis на современной латыни означает «китайский». Гмелин основывал свое описание на китайском скворце Le Kink, который был описан в 1775 году французским эрудитом графом Жорж-Луи де Бюффоном в его «Histoire Naturelle des Oiseaux». Рядом с текстом Бюффона была размещена раскрашенная вручную гравюра Франсуа-Николя Мартине.
Ранее относился к роду Sturnus. Молекулярно-филогенетическое исследование, опубликованное в 2008 году, показало, что этот род является полифилетическим. В ходе реорганизации, направленной на создание монотипических родов, южнокитайский малый сворец стал одним из пяти скворцов, перемещённых в возрожденный род Sturnia, который был введён в 1837 году Рене Лессоном. Вид монотипичен: подвиды не признаны.

## Описание
У южнокитайского малого скворца голубые глаза, серое брюхо и белое пятно на плече. У взрослого самца голова и грудь светло-коричневые, а брюхо белое, в то время как взрослая самка имеет тёмно-коричневую окраску на спине и брюхе. Обычно встречается в больших стаях.

## Распространение
Вид можно встретить в странах Азии, включая Бруней, Камбоджу, Китай, Индию, Японию, Южную Корею, Лаос, Малайзию, Мьянму, Филиппины, Сингапур, Тайвань, Таиланд и Вьетнам.